# Тимофєєв-Ресовський Микола Володимирович
Мико́ла Володи́мирович Тимофє́єв-Ресо́вський (7 (20) вересня 1900, Москва, Російська імперія — 28 березня 1981, Обнінськ, СРСР) — видатний радянський генетик, біофізик, дослідник радіобіології, еволюційної біології.

## Життєпис
Народився в Москві, у родині інженера.
Дитинство (1908—1913), з 8-річного віку, провів у Києві. Навчався в Першій Київській (Олександрівській) гімназії. Змалку цікавився зоологією, акваріумістикою, дружив з родиною київських акваріумістів Шелюжків.
Навчався в МДУ. Працював в Інституті експериментальної біології під керівництвом Миколи Кольцова. Входив у неформальну групу Сергія Четверикова.
З 1927 року працював у Німеччині. У 1937 році відмовився повернутися до СРСР. Заарештований радянськими спецслужбами восени 1945, засуджений до 10 років концтаборів ГУЛАГу СРСР. З 1947 працював у таборі над дослідженнями з радіобіології. 1951 звільнений. Працював у Свердловську, в Інституті біології Уральського філіалу АН СРСР, потім в Обнінську.
Помер 28 березня 1981 року.

## Науковий внесок
Разом з Максом Дельбрюком розробив першу модель роботи гену. Розробив теоретичні основи генетики розвитку і генетики популяцій. Досліджував проблеми радіаційної біології та медицини. Вивчав спадкову мінливість у популяцій, зокрема широко відома його робота з мінливості двокрапкових сонечок

## Наукові роботи
Повний список робіт.